# Sexage (sociologie)
Ne doit pas être confondu avec sexage.
 (avril 2022).
En sociologie, le sexage est une conceptualisation des « rapports sociaux de sexe » (du genre) élaborée par la sociologue féministe matérialiste Colette Guillaumin en 1978.

## Naissance de la notion
À la fin des années 1970, le mouvement féministe de la deuxième vague approche de ses dix ans et l'oppression des femmes a déjà été théorisée par d'autres, notamment par Christine Delphy qui dès 1970 affirmait que ce qui constituait les femmes en classe c'était l'appropriation de la force de travail des femmes dans le cadre du mariage.
Cependant, Colette Guillaumin note que le concept de force de travail a été développé pour décrire la situation des prolétaires et correspond à l'unique propriété dont il dispose pour vivre, et qu'il doit vendre sur le marché du travail. Cependant, contrairement aux prolétaires, les femmes ne disposent pas librement de leur force de travail. Ce qui les caractérise, ce n'est pas le seul accaparement de la force de travail mais un rapport d'appropriation physique direct du corps comme « machine-à-force-de-travail ». En cela, leur situation se rapproche plus des esclaves de plantation ou des serfs. C'est donc en référence au servage et à l'esclavage qu'elle forge le terme de « sexage ».

## Deux formes d'appropriations
Guillaumin distingue deux formes d'appropriation sociale des femmes :
L'appropriation privée est l'expression légalisée de l'appropriation à travers l'institution du mariage. Elle se manifeste par la gratuité du travail que la femme effectue pour le mari, par la propriété du père sur les enfants dont le nombre n'est pas fixé à l'avance et par la prise de possession physique du corps de la femme, et son usage physique, que sanctionne en cas de « différend », la contrainte et les coups.
L'appropriation collective de la classe des femmes par celle des hommes, qui se manifeste dans le fait que toujours et partout, dans les circonstances les plus « familiales » comme les plus « publiques », on attend que les femmes (la femme, les femmes) fassent le nettoyage et l'aménagement, surveillent et nourrissent les enfants, balayent ou servent le thé, fassent la vaisselle ou décrochent le téléphone, recousent le bouton ou écoutent les vertiges métaphysiques et professionnels des hommes, etc.. On peut aussi voir une manifestation de l'appropriation collective dans le harcèlement de rue, les femmes y étant vues comme des objets constamment disponibles que les hommes n'auraient qu'à aller piocher.
Cependant, comme dans tout système social, il y a des contradictions internes dans le sexage.
L'appropriation collective permet l'appropriation privée, pour « prendre femme » sans devoir en passer à chaque fois par le rapt ou la guerre, il faut que les hommes aient déjà solidement établi l’idée (et le fait) que les femmes sont évidemment disponibles pour le mariage, mais elle est aussi contredite par elle. En effet, si le mariage exprime le sexage, il le limite aussi en restreignant l'usage collectif d'une femme et en faisant passer cet usage à un seul individu. Cet homme prive du même coup les autres individus de sa classe de l'usage de cette femme déterminée, qui, sans cet acte, resterait dans le domaine commun.
Une seconde contradiction intervient entre l'appropriation des femmes, qu'elle soit collective ou privée, et leur ré-appropriation par elles-mêmes, leur existence objective de sujet social : c'est-à-dire la possibilité (en France depuis 1965) de vendre de leur propre chef, leur force de travail sur le marché classique.
D'après Guillaumin, ces deux contradictions commandent toute analyse des rapports de classes de sexe.